# Újházy-tyúkhúsleves
Le újházy-tyúkhúsleves ([ˈuːjhaːzi cuːkhuːʃlɛvɛʃ]) est une soupe hongroise faite à partir de différents légumes et du poulet, relevée aux herbes et au gingembre. Elle tient son nom d'Ede Újházy (hu).